# Беннетт, Джимми
Джеймс Майкл «Джи́мми» Бе́ннетт (англ. James Michael «Jimmy» Bennett; род. 9 февраля 1996, Сил-Бич, Калифорния, США) — американский актёр, известный по фильмам «Дежурный папа», «Заложник» и «Дитя тьмы», а также по роли юного Джеймса Кирка в фильме «Звёздный путь» и главной роли Джеймса Пауэлла в телесериале «Необыкновенная семейка».

## Биография
Джимми Беннетт родился 9 февраля 1996 года в Сил-Бич, Калифорния, США. В настоящее время живёт в Хантингтон-Бич, Калифорния, США с родителями и сестрой Амандой.
Начал карьеру на телевидении со съёмок в рекламе. В 2002 году сыграл дебютную роль в телесериале. В 2009 году сыграл главную роль в фильме «Камень желаний». В 2010—2011 годах снимался в сериале «Необыкновенная семейка».
В 2018 году стали известны подробности отношений Джимми с Азией Ардженто, которую он обвинил в домогательствах.

## Фильмография
| Год       |     | Русское название                         | Оригинальное название                     | Роль                  |
| --------- | --- | ---------------------------------------- | ----------------------------------------- | --------------------- |
| 2002      | с   | Сильное лекарство                        | Strong Medicine                           | Вилли                 |
| 2002      | с   | Защитник                                 | The Guardian                              | Мэтти Батлер          |
| 2003      | с   | Справедливая Эми                         | Judging Amy                               | Кори Синклер          |
| 2003      | ф   | Дежурный папа                            | Daddy Day Care                            | Флэш / Тони           |
| 2003      | мф  | Я хочу собаку на Рождество, Чарли Браун  | I Want a Dog for Christmas, Charlie Brown | Реран Ван Пэлт        |
| 2004      | с   | C.S.I.: Место преступления               | CSI: Crime Scene Investigation            | Генри Тёрнер          |
| 2004      | мф  | Винни-Пух: Весенние денёчки с малышом Ру | Winnie the Pooh: Springtime with Roo      | Ру                    |
| 2004      | ф   | Цыпочки                                  | The Heart Is Deceitful Above All Things   | Иеремия в 6 лет       |
| 2004      | ф   | Телеведущий: Легенда о Роне Бургунди     | Anchorman: The Legend of Ron Burgundy     | Томми                 |
| 2004      | мф  | Полярный экспресс                        | The Polar Express                         | одинокий мальчик      |
| 2004—2005 | с   | Любовь вдовца                            | Everwood                                  | Сэм Фини              |
| 2005      | ф   | Заложник                                 | Hostage                                   | Томми Смит            |
| 2005      | ф   | Ужас Амитивилля                          | The Amityville Horror                     | Майкл Лутц            |
| 2005      | тф  | Детектив                                 | Detective                                 | Иван Тэмпон           |
| 2005      | мф  | Винни-Пух и Слонотоп: Хэллоуин           | Pooh's Heffalump Halloween Movie          | Ру                    |
| 2006      | ф   | Огненная стена                           | Firewall                                  | Энди Стэнфилд         |
| 2006      | ф   | Посейдон                                 | Poseidon                                  | Конор Джеймс          |
| 2006      | мф  | Наживка для акулы                        | Shark Bait                                | Пи в детстве          |
| 2006      | мф  | Он хулиган, Чарли Браун                  | He's a Bully, Charlie Brown               | Реран                 |
| 2007      | с   | Девочки Гилмор                           | Gilmore Girls                             | Мэйкон                |
| 2007      | ф   | Эван Всемогущий                          | Evan Almighty                             | Райан Бакстер         |
| 2007      | ф   |                                          | South of Pico                             | Марк Уэстон           |
| 2008      | ф   | В одно ухо влетело                       | Diminished Capacity                       | Диллон                |
| 2008      | в   | Снежная пятёрка                          | Snow Buddies                              | Будда                 |
| 2008      | ф   | Дальнобойщица                            | Trucker                                   | Питер                 |
| 2009      | ф   | Звёздный путь                            | Star Trek                                 | Джеймс Кирк в детстве |
| 2009      | ф   | Дитя тьмы                                | Orphan                                    | Дэниел Коулман        |
| 2009      | ф   | Камень желаний                           | Shorts                                    | То Томпсон            |
| 2009      | ф   | Мун из Алабамы                           | Alabama Moon                              | Мун Блэйк             |
| 2009      | ф   | Мальчик в коробке                        | Stolen                                    | Джон Уэйкфилд         |
| 2010      | ф   | Кости                                    | Bones                                     | Боунс Уайт            |
| 2010—2011 | с   | Необыкновенная семейка                   | No Ordinary Family                        | Джей Джей Пауэлл      |
| 2011      | кор |                                          | Ghild                                     | Ральф Салливан        |
| 2011      | с   | Лучшая охрана                            | Breaking In                               |                       |
| 2012      | с   | Восприятие                               | Perception                                | Алекс Уиллингем       |
| 2013      | ф   | Муви 43                                  | Movie 43                                  | Натан                 |
| 2013      | ф   |                                          | The Bully Chronicles                      | Брайан Слейтер        |
| 2014      | с   |                                          | Garfunkel and Oates                       | Брейден               |
| 2014      | ф   | Камуфляж                                 | Camouflage                                | Кевин                 |
| 2015      | ф   | Крутые чуваки на Байю                    | Bad Asses on the Bayou                    | Рональд               |
| 2015      | ф   | Такая же, как она                        | A Girl Like Her                           | Брайан Слейтер        |
| 2015      | с   | Убийство первой степени                  | Murder in the First                       | Алфи Рентман          |
| 2016      | с   | От заката до рассвета                    | From Dusk Till Dawn: The Series           | одногруппник          |
| 2017      | с   | Босх                                     | Bosch                                     | Моджо                 |
| 2017      | ф   |                                          | Heartthrob                                | Дастин                |

## Награды и номинации
- 2010 Премия Молодой актёр «Лучший молодой актёрский ансамбль в художественном фильме» за фильм «Камень желаний»
- 2008 Номинация Молодой актёр «Лучшая роль в художественном фильме» — Лучший молодой актёр в комедийном или музыкальном фильме за фильм «Эван всемогущий»
- 2007 Номинация Молодой актёр «Лучшая роль в художественном фильме» — Лучший молодой актёр в возрасте до 10 лет за фильм «Огненная стена»
- 2005 Специальная награда Молодой актёр «Outstanding Young Ensemble in a New Medium» за фильм «Полярный экспресс»
- 2004 Номинация Молодой актёр «Лучшая роль в художественном фильме» — Лучший молодой актёр в возрасте до 10 лет за фильм «Дежурный папа»
- 2004 Номинация Молодой актёр «Лучший молодой актёрский ансамбль в художественном фильме» за фильм «Дежурный папа»